# Eystein II de Noruega
Eystein Haraldsson (en nòrdic: Eysteinn Haraldsson), (v. 1125-1157), va ser co-rei de Noruega entre 1142 i 1157, com a Eystein II de Noruega. Fill del rei Harald IV Gille, va regnar conjuntament amb els seus germans Inge i Sigurd Munn. Va morir en la lluita pel poder contra el seu germà Inge, en les primeres etapes de la guerres civils noruegues.

## Biografia
Eystein era fill de Haral Gille i una dona gaèlica que les sagues anomenen Bjaðök. Poc després del seu naixement el seu pare, que havia nascut i crescut a Irlanda o Escòcia, va abandonar-lo per tornar a Noruega a reclamar els seus drets al tron. Harald regnaria com a rei entre 1130 i 1136, i tot i que no s'havia endut Eystein amb ell, va fer saber que havia tingut un fill abans de tornar a Noruega.
A la mort de Harald el 1136, va ser succeït per dos fills que havia tingut d'altres esposes: Sigurd i Inge. El 1142 un grup de nobles noruecs el va anar a buscar a Escòcia i el va portar a Noruega amb la seva mare, on va ser acceptat com a hereu legítim del seu pare i se'l va proclamar co-rei juntament amb els seus altres dos germanastres.
Les relacions entre els tres germans van ser pacífiques mentre els tutors dels dos germans petits eren vius, però quan aquests moriren les tensions pel poder van emergir. El 1155 una trobada a Bergen entre els tres germans va desembocar en una lluita entre els homes d'Inge i Sigurd, en la que el mateix rei Sigurd va morir. Eystein, que feia tard a la reunió, va arribar a la ciutat quan Sigurd ja era mort.
Segons les sagues l'enfrontament va tenir lloc quan Inge descobrí que Sigurd i Eystein havien estat conspirant per destronar-lo i repartir-se el regne entre ells dos. Alguns historiadors moderns qüestionen aquesta versió i la consideren l'excusa d'Inge per justificar les seves accions agressives. En qualsevol cas, després dels fets de 1155 Eystein i Inge van quedar enfrontats.
Finalment, el 1157, les dues faccions es van enfrontar en batalla. Les forces d'Inge, més nombroses, van aconseguir reduir l'exèrcit d'Eystein, que es va dispersar. Abandonat pels seus homes va haver de fugir i refugiar-se a Viken, on va ser capturat i assassinat. No és clar si el seu mig-germà Inge havia ordenat la seva mort.

## Família

### Avantpassats
|  |                           |  |  |  |  |  |  |  |  |  |  |  |  |  |  |  |
|  | 16. Harald III de Noruega |  |  |  |  |  |  |  |  |  |  |  |  |  |  |  |
|  |                           |  |  |  |  |  |  |  |  |  |  |  |  |  |  |  |
|  |                           |  |  |  |  |  |  |  |  |  |  |  |  |  |  |  |
|  | 8. Olaf III de Noruega    |  |  |  |  |  |  |  |  |  |  |  |  |  |  |  |
|  |                           |  |  |  |  |  |  |  |  |  |  |  |  |  |  |  |
|  |                           |  |  |  |  |  |  |  |  |  |  |  |  |  |  |  |
|  | 17. Tora Torbergsdatter   |  |  |  |  |  |  |  |  |  |  |  |  |  |  |  |
|  |                           |  |  |  |  |  |  |  |  |  |  |  |  |  |  |  |
|  |                           |  |  |  |  |  |  |  |  |  |  |  |  |  |  |  |
|  | 4. Magne III de Noruega   |  |  |  |  |  |  |  |  |  |  |  |  |  |  |  |
|  |                           |  |  |  |  |  |  |  |  |  |  |  |  |  |  |  |
|  |                           |  |  |  |  |  |  |  |  |  |  |  |  |  |  |  |
|  | 9. Tora                   |  |  |  |  |  |  |  |  |  |  |  |  |  |  |  |
|  |                           |  |  |  |  |  |  |  |  |  |  |  |  |  |  |  |
|  |                           |  |  |  |  |  |  |  |  |  |  |  |  |  |  |  |
|  | 2. Harald IV de Noruega   |  |  |  |  |  |  |  |  |  |  |  |  |  |  |  |
|  |                           |  |  |  |  |  |  |  |  |  |  |  |  |  |  |  |
|  |                           |  |  |  |  |  |  |  |  |  |  |  |  |  |  |  |
|  | 1. Sigurd II de Noruega   |  |  |  |  |  |  |  |  |  |  |  |  |  |  |  |
|  |                           |  |  |  |  |  |  |  |  |  |  |  |  |  |  |  |
|  |                           |  |  |  |  |  |  |  |  |  |  |  |  |  |  |  |
|  | 3. Bjaðök                 |  |  |  |  |  |  |  |  |  |  |  |  |  |  |  |
|  |                           |  |  |  |  |  |  |  |  |  |  |  |  |  |  |  |
|  |                           |  |  |  |  |  |  |  |  |  |  |  |  |  |  |  |